# ديفيد أوجلفي
ديفيد ماكنزي أوجلفي (بالإنجليزية: David Ogilvy)‏ (23 يونيو 1911 - 21 يوليو 1999) كان مدير إعلانات وكان معروف على نحو واسع بكنية «أب الإعلانات»  في عام 1962 أطلقت عليه مجلة تايم مسمى «الساحر الأكثر طلباً في صناعة الإعلانات» 

## حياته
ولد ديفيد ماكنزي أوجيلفي في 23 يونيو 1911 في ويست هورسلي، ساري في إنجلترا. كانت والدته دوروثي بلو فيرفيلد (1881-1942)، ابنة موظف الحكومة الإيرلندي آرثر روان فيرفيلد
و والده فرانسيس جون لونجلي أوجيلفي (1866-1943) الذي كان يعمل سمسارًا للبورصة.

## تعليمه
التحق أوجيلفي بمدرسة سانت سيبريان، إيستبورن، برسوم مخفضة بسبب ظروف والده الصعبة وحصل على منحة دراسية في سن الثالثة عشرة لكلية فيتس في إدنبرة. وفي عام 1929، حصل مرة أخرى على منحة دراسية، هذه المرة في كنيسة المسيح، أكسفورد. لم يكن أوجيلفي قادرًا على الالتحاق بجامعة Fettes أو جامعة أكسفورد بدون المنح الدراسية، لأن أعمال والده تضررت بشدة من الكساد الاقتصادي في منتصف عشرينات القرن الماضي. ومع ذلك، لم تكن دراساته ناجحة أيضا 

## عمله
غادر أكسفورد متوجهاً إلى باريس عام 1931 حيث أصبح طاهياً متدرباً في فندق ماجستيك. بعد عام، عاد إلى اسكتلندا وبدأ في بيع مواقد الطهي AGA ، من الباب إلى الباب. لقد جعله نجاحه في هذا الأمر بالنسبة إلى صاحب العمل، الذي طلب منه كتابة دليل تعليمات، نظرية وممارسة بيع AGA Cooker 
بعد ثلاثين عامًا، وصفه محررو مجلة Fortune بأنه أفضل دليل تعليمات مبيعات تمت كتابته على الإطلاق 
بعد الاطلاع على الدليل، عرض شقيق أوجيلفي الأكبر فرانسيس أوجيلفي - والد الممثل إيان أوغلفي - الدليل إلى الإدارة في وكالة إعلانات لندن ماذر آند كروثر حيث كان يعمل. عرضوا على Ogilvy الأصغر منصبًا كمدير حساب 
في عام 1938، أقنع أوجيلفي وكالته بإرساله إلى الولايات المتحدة لمدة عام، حيث ذهب للعمل في معهد أبحاث الجمهور التابع لجورج جالوب في نيوجيرسي. يستشهد أوجيلفي بمؤسسة غالوب باعتبارها أحد المؤثرات الرئيسية على تفكيره، مؤكداً على أساليب البحث الدقيقة والالتزام بالواقع.
خلال الحرب العالمية الثانية، عمل أوجيلفي في جهاز المخابرات البريطاني في السفارة البريطانية في واشنطن العاصمة. هناك حلل وقدم توصيات بشأن مسائل الدبلوماسية والأمن. وفقًا لسيرة ذاتية أنتجها Ogilvy & Mather ، «استقراء معرفته بالسلوك البشري من النزعة الاستهلاكية إلى القومية في تقرير اقترح» تطبيق تقنية غالوب على مجالات الاستخبارات السرية.

## تأسيس وكالة أوجيلفي
بعد أن عمل طاهٍ وباحثًا ومزارعًا، بدأ أوجيلفي بتأسيس وكالته الإعلانية الخاصة بدعم من وكالة لندن Mather and Crowther التي كان يديرها شقيقه الأكبر فرانسيس، والتي استحوذت لاحقًا على وكالات أخرى في لندن
أما الوكالة الجديدة في نيويورك فكانت تسمى Ogilvy و Benson و Mather. كان لدى ديفيد أوجيلفي في حسابه 6000 دولار فقط! عندما بدأ تأسيس وكالته وكافح كثيرا في بداياته للحصول على عملاء.
يعتقد أوجيلفي أن أفضل طريقة للحصول على عملاء جدد هي القيام بعمل مرموق لعملائه الحاليين. ساعد نجاحه في حملاته الأولى على استقطاب كبار العملاء في السوق مثل Rolls-Royce و Shell.
تبع ذلك عملاء جدد ونمت شركته بسرعة حتى تمت الإشادة به على نطاق واسع باعتباره "أبو الإعلان

تقاعد أوجيفلي في الثمانينيات وشغل منصب رئيس مجلس إدارة أوجيلفي وبنسون وماذر في الهند. كما أمضى عامًا في منصب الرئيس المؤقت للمكتب الألماني للوكالة، كان يتنقل أسبوعياً بين توفو وفرانكفورت. وزار فروع الشركة في جميع أنحاء العالم، واستمر في تمثيل Ogilvy & Mather في تجمعات العملاء وجماهير الأعمال.

## إنجازاته
حصل أوجيلفي على وسام الإمبراطورية البريطانية (CBE) في عام 1967. وانتُخب ضمن مشاهير الإعلانات الأمريكية في عام 1977 وفاز بوسام الفنون والآداب الفرنسي في عام 1990 وترأس لجنة المشاركة العامة لمركز لينكولن في مانهاتن وعمل كعضو في لجنة الذكرى المئوية لمتحف متروبوليتان للفنون 
تم تعيينه رئيسًا لمجلس إدارة صندوق United Negro College في عام 1968، وأمينًا في المجلس التنفيذي للصندوق العالمي للحياة البرية في عام 1975. وقد تم إدخال السيد أوجيلفي في قائمة مشاهير أعمال Junior Achievement الأمريكية في عام 1979
اشتهر Ogilvy ببناء العلامات التجارية وتأسيسها، وكان مهتمًا في المقام الأول بالتسويق المباشر. فقد قام في البداية ببناء وكالته باستخدام ترويج مباشر عبر البريد. 

## وفاته
توفي ديفيد أوجيلفي في 21 يوليو 1999 في منزله، شاتو دي توفو، في بون، فرنسا.

## روابط خارجية
- ديفيد أوجلفي على موقع الموسوعة البريطانية (الإنجليزية)